# Wilderness (Film)
Wilderness ist ein britischer Horrorfilm aus dem Jahr 2006, der unter der Regie von M. J. Bassett entstand. Der Film feierte seine Premiere am 19. März 2006 beim Brussels International Fantastic Film Festival. Im August 2007 wurde der Film auf dem 20. Fantasy Filmfest erstmals in Deutschland vorgestellt.

## Handlung
Nachdem in der Jugendstrafanstalt Moorgate einige Häftlinge einen der ihren durch Psychoterror in den Selbstmord getrieben haben, werden sie als Erziehungsmaßnahme in ein Zeltlager auf einer vermeintlich unbewohnten Insel geschickt. 
Zu ihrer Überraschung treffen die 6 Jungs und ihr Betreuer vor Ort auf ein Mädchenzeltlager gleicher Bestimmung. 
Die Männertruppe errichtet ihr Zeltlager in einiger Entfernung davon im Wald. Ein Unbekannter veranstaltet mit seiner Armbrust und seinen vier Schäferhunden alsbald eine blutige Hetzjagd, bei der einer nach dem anderen zu Tode kommt.

## Hintergrund
Das Budget des Films wird auf 3 Mio. britische Pfund geschätzt. Gedreht wurde von Ende Mai bis Anfang Juli 2005, zuzüglich 12 Wochen Nachbearbeitung, in der Provinz Ulster, unter anderem in Cave Hill, oberhalb von Belfast. Die eingesetzten Schäferhunde stammen aus Schottland. Regisseurin Bassett wollte eigentlich mit Rottweilern arbeiten, aber diese Rasse besitzt nicht die nötige Ausdauer für derartige Dreharbeiten. Nach eigener Aussage kam Basset während des Drehs auch als Stuntman zum Einsatz:

„I also wanted a few shots from the victim’s point of view but there were difficulties with that too. I eventually decided to just do it myself. I can tell you, when those dogs bite you, they do not let go. My padding was covered in holes but I think it was worth it!“

„Ich wollte auch einige Einstellungen aus der Perspektive des Opfers, aber es gab Schwierigkeiten damit. Ich beschloss schließlich, es selbst zu tun. Eines kann ich Ihnen sagen: Wenn diese Hunde Sie beißen, dann lassen sie nicht mehr los. Meine Polster waren voller Löcher, aber ich denke, dass es das wert war!“

Der Film wird auch in einer auf 87 Minuten gekürzte Schnittfassung angeboten, die bereits für Jugendliche ab 16 Jahren freigegeben ist. Die ungekürzte Fassung wurde durch ein Expertenteam hinsichtlich des Jugendschutzes und der strafrechtlichen Relevanz geprüft. Die Ergebnisse wurden in einem SPIO/JK-Gutachten festgehalten.